# Brassy (Nièvre)
Brassy (Nièvre) és un municipi francès, situat al departament del Nièvre i a la regió de Borgonya - Franc Comtat. L'any 2007 tenia 628 habitants.

## Demografia

### Població
El 2007 la població de fet de Brassy (Nièvre) era de 628 persones. Hi havia 315 famílies, de les quals 130 eren unipersonals (59 homes vivint sols i 71 dones vivint soles), 114 parelles sense fills, 59 parelles amb fills i 12 famílies monoparentals amb fills.
La població ha evolucionat segons el següent gràfic:
Habitants censats

### Habitatges
El 2007 hi havia 593 habitatges, 323 eren l'habitatge principal de la família, 222 eren segones residències i 48 estaven desocupats. 573 eren cases i 14 eren apartaments. Dels 323 habitatges principals, 253 estaven ocupats pels seus propietaris, 55 estaven llogats i ocupats pels llogaters i 15 estaven cedits a títol gratuït; 9 tenien una cambra, 27 en tenien dues, 82 en tenien tres, 94 en tenien quatre i 111 en tenien cinc o més. 235 habitatges disposaven pel capbaix d'una plaça de pàrquing. A 150 habitatges hi havia un automòbil i a 116 n'hi havia dos o més.

### Piràmide de població
La piràmide de població per edats i sexe el 2009 era:
| Homes | Edats   | Dones |
| ----- | ------- | ----- |
| 0     | 95 o +  | 4     |
| 0     | 90 a 94 | 4     |
| 8     | 85 a 89 | 12    |
| 4     | 80 a 84 | 0     |
| 16    | 75 a 79 | 32    |
| 8     | 70 a 74 | 16    |
| 32    | 65 a 69 | 36    |
| 56    | 60 a 64 | 44    |
| 12    | 55 a 59 | 8     |
| 12    | 50 a 54 | 24    |
| 24    | 45 a 49 | 8     |
| 4     | 40 a 44 | 20    |
| 24    | 35 a 39 | 12    |
| 12    | 30 a 34 | 4     |
| 12    | 25 a 29 | 16    |
| 16    | 20 a 24 | 4     |
| 20    | 15 a 19 | 8     |
| 24    | 10 a 14 | 8     |
| 8     | 5 a 9   | 8     |
| 8     | 0 a 4   | 8     |

## Economia
El 2007 la població en edat de treballar era de 346 persones, 237 eren actives i 109 eren inactives. De les 237 persones actives 219 estaven ocupades (107 homes i 112 dones) i 19 estaven aturades (11 homes i 8 dones). De les 109 persones inactives 62 estaven jubilades, 15 estaven estudiant i 32 estaven classificades com a «altres inactius».

### Ingressos
El 2009 a Brassy (Nièvre) hi havia 310 unitats fiscals que integraven 595,5 persones, la mediana anual d'ingressos fiscals per persona era de 16.666 €.

### Activitats econòmiques
Dels 29 establiments que hi havia el 2007, 1 era d'una empresa alimentària, 1 d'una empresa de fabricació d'altres productes industrials, 9 d'empreses de construcció, 4 d'empreses de comerç i reparació d'automòbils, 3 d'empreses de transport, 3 d'empreses d'hostatgeria i restauració, 1 d'una empresa d'informació i comunicació, 3 d'empreses de serveis, 2 d'entitats de l'administració pública i 2 d'empreses classificades com a «altres activitats de serveis».
Dels 11 establiments de servei als particulars que hi havia el 2009, 1 era una oficina de correu, 2 tallers de reparació d'automòbils i de material agrícola, 1 paleta, 2 fusteries, 4 lampisteries i 1 electricista.
Dels 2 establiments comercials que hi havia el 2009, 1 era una botiga de més de 120 m² i 1 una botiga de menys de 120 m².
L'any 2000 a Brassy (Nièvre) hi havia 32 explotacions agrícoles que ocupaven un total de 1.482 hectàrees.

## Equipaments sanitaris i escolars
El 2009 hi havia una escola elemental.

## Poblacions més properes
El següent diagrama mostra les poblacions més properes.